# Parco nazionale del Monte Roraima
Il parco nazionale del Monte Roraima è un'area naturale protetta istituita nel 1989, situata nella zona settentrionale del Brasile, nello Stato del Roraima, in corrispondenza del confine trinazionale con Venezuela e Guyana.

## Storia
Il parco fu creato il 28 giugno 1989 attraverso il Decreto nº 97.887. In quella zona si conosceva l'esistenza di savane, foresta di montagna e fiumi di grande portata, ancora relativamente intatti. Il parco è stato creato con lo scopo di proteggere alcune zone dell'ecosistema della Serra Pacaraima, garantendo la preservazione della sua flora, fauna e altre ricchezze naturali, peculiarità geologiche, geomorfologiche e paesaggistiche. A questo fine, il parco - attraverso il suo piano di gestione - organizza attività che prevedono visite controllate, a scopo educativo e di ricerca scientifica .
Dal punto di vista geologico, la caratteristica più evidente è il fatto che il parco sia costituito da una formazione molto particolare, denominata tepui, rimanenti da orizzonti geologici che sono i più antichi del pianeta.

## Territorio
Il parco confina a nord con il Venezuela e la Guyana, mentre sugli altri lati è delimitato dalla Terra indigena della Raposa Terra do Sol.

Il parco è costituito da zone ben distinte e molto differenti dal punto di vista ecologico: una parte pianeggiante di foresta, che si inerpica lungo la prima parte delle pendici dei tepui, dove il pendio formato dallo sgretolamento erosivo del corpo centrale permette lo sviluppo dei vegetali, e la savana erbacea che colonizza l'altopiano sulla sommità dei tepui. Le due zone sono separate da falesie quasi perfettamente verticali, che interrompono la continuità dell'ecosistema e di fatto hanno creato anche una barriera evolutiva che mantiene una distanza di molte decine di milioni di anni di evoluzione tra le specie da una e dall'altra parte.

### Clima
Nella regione, il clima è del tipo Awi, secondo la classificazione dei climi di Köppen, ovvero tropicale piovoso, con una stagione secca ben identificata. La temperatura media mensile non scende mai sotto i 18 °C. Questo costituisce un habitat ideale per la flora megatermica, dove l'oscillazione annuale delle medie non supera i 5 °C di differenza, cioè senza una chiara distinzione tra inverno e estate. La piovosità varia tra i 1.300-1.900 mm, concentrata nel periodo aprile-agosto.

### Minacce
L'impatto antropico è ridotto al minimo e le uniche attività potenzialmente in conflitto sono quelle legate alla caccia (soprattutto sul versante guyanense, più ricco) e all'estrazione artigianale e illegale (garimpo) dei diamanti.

## Flora

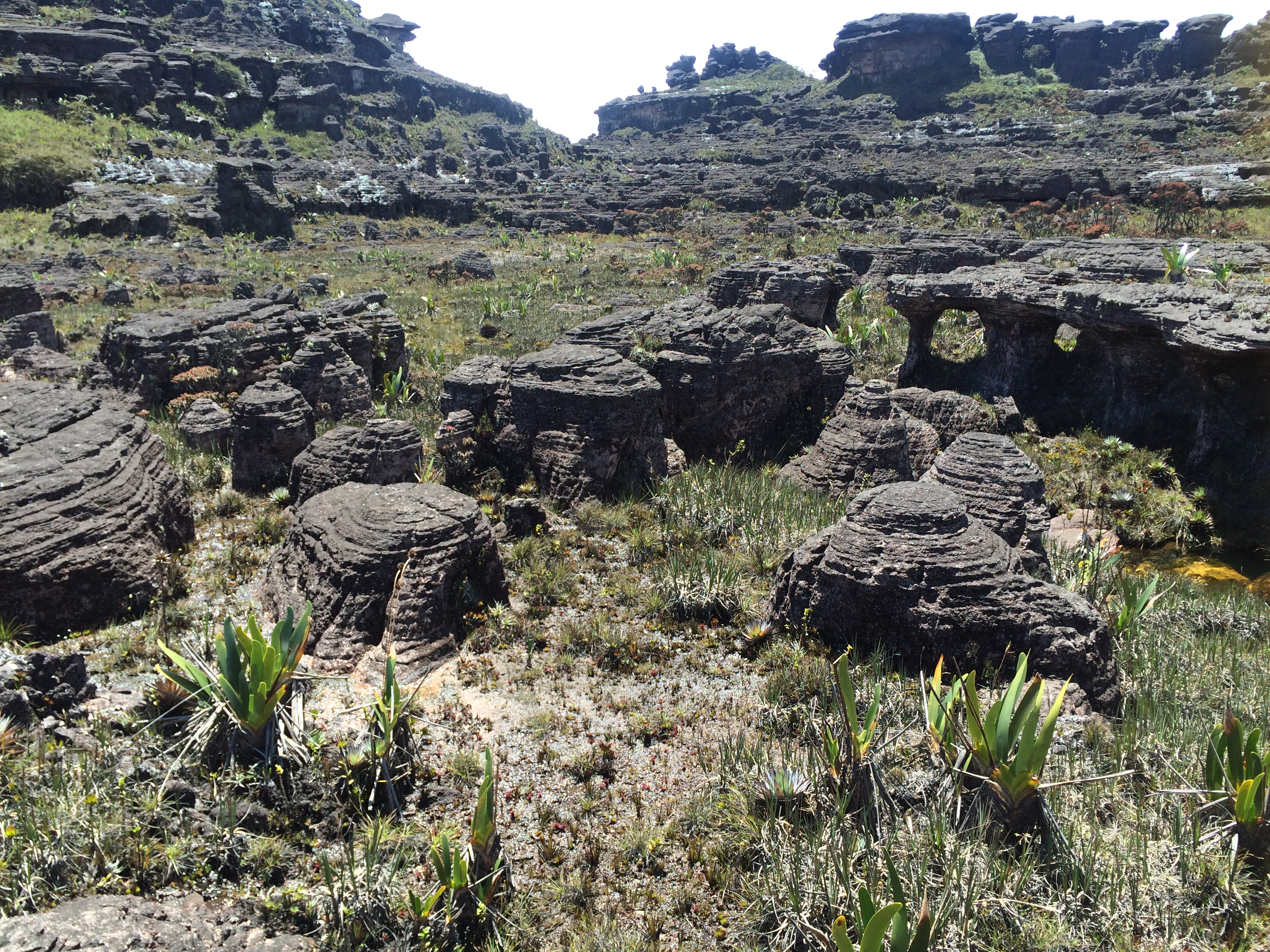
La "valle degli elefanti"

Per quanto riguarda la flora, il parco presenta due biocenosi nettamente distinte, una alla base e lungo le pendici iniziali del monte, dove si sviluppa la flora di tipo arbustivo, e una zona sommitale, dove regnano le erbe, in ambienti che arrivano a 2.500 m e temperature minime eccezionali di 4 °C.

Nella parte erbosa, composta da una crescita disordinata e molto intricata che rende difficile la penetrazione, le specie più comuni sono: Orchidaceae (Vanilla spp.), Melastomataceae (Marcetia faxifolia e Miconia spp.), Euphorbiaceae, Asteraceae, Rubiaceae (Psychotria spp. e Lycopodium alopecuroides), Proteaceae (Panopsis spp.), Cyperaceae (Lagenocarpus spp.), Aquifoliaceae (Illex spp.), Velloziaceae, etc.

Nella parte arbustiva, a altitudine media di 1.000 m si trovano in modo preponderante piante della famiglia delle Melastomataceae, del genere Miconia che ricopre quasi tutta l’area. Oltre a questa famiglia, si possono identificare varie specie di orchidee (Sobralia e Epistephium), felci (Pteridium aquilinum), Lycopodium, varie Asteraceae e licheni del genere Cladonia.

Tra le innumerevoli specie di Bromeliaceae, si distaccano i generi: Vriesea, Aechmea, Guzmania, Navia, Billbergia e Tillandsia.

Sono state identificate alcune palme, in particolare dei generi Geonoma, Iriartella ed Euterpe (açaí). Negli ambienti più ricchi di acqua, si sono trovate specie di diversi generi anche di piante carnivore, che in questo modo suppliscono alla carenza di sostanze nutritive dei suoli molto dilavati, quali: Drosera (Droseraceae), Stegolepis guianensis (Rapateaceae), Heliamphora (Sarraceniaceae), Paepalanthus bromelioides (Eriocaulaceae), Epistephium, Epidendrum (Orchidaceae) e un piccolo arbusto della famiglia delle Melastomataceae, con fiori rosati, molto ornamentale.
Nell’area di transizione verso la foresta, sono state trovate molte specie di orchidee, con preponderanza dei generi Octomeria e Scaphyglottis.

## Fauna

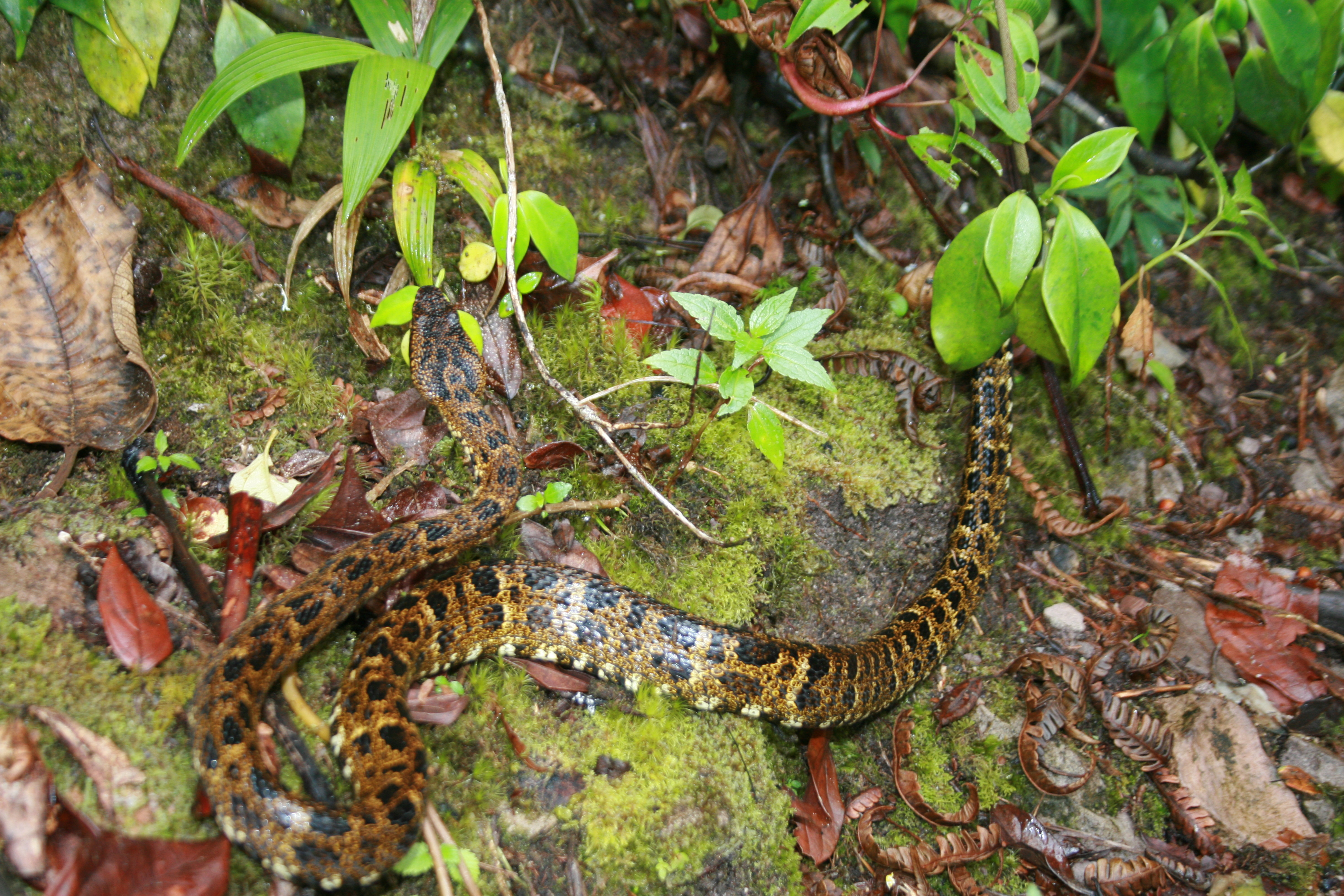
Bothriopsis taeniata

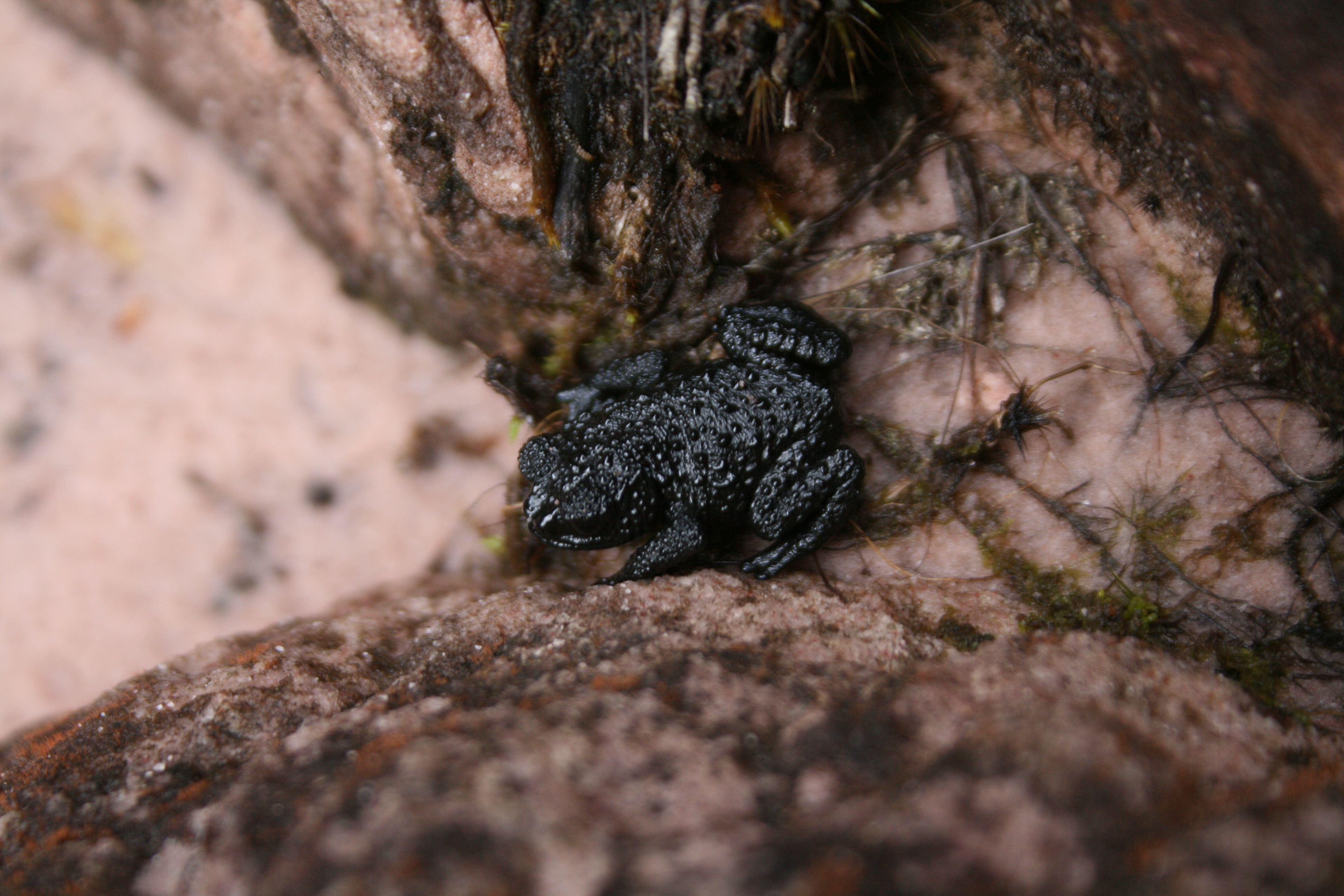
Oreophrynella nigra

La fauna del parco è poco conosciuta, vista l'estensione e l'inaccessibilità, ma si sono trovate 5 specie di carnivori: 5 specie di felini (ocelot, margay, yaguarondi, puma e giaguaro) e 8 species di canidi, procionidi e mustelidi (speoto, procione cancrivoro, coati rosso, cercoletto, grigione maggiore, tayra, lontra di fiume tropicale, lontra gigante).
Si trovano anche i tapiri, i pecari e pecari dal collare, oltre a due specie di cerbiatti, il mazama rosso e il mazama grigio.

Tra i pesci sono state identificate 49 specie nel bacino della regione, tra cui: Osteoglossum bicirrhosum, Leporinus sp., Cichla ocellaris, elettroforo, Carapus dasciatus, Holpias   malabaricus, Pseudoplatystoma fasciatum.

Nell'ordine dei chirotteri si sono contate 50 specie e nei roditori ne sono state identificate 19.

Tra gli uccelli, è stato identificato un pappagallo mai visto in altre zone del paese: il pappagallino dei tepui, si tratta di esemplari piccoli endemici dell'ecoregione dei tepui. Altre specie segnalate sono: Lophornis ornata (Trochilidae), Amazilia   viridigaster, Myrmotherula haematonota, Pipra coronata × serena che è il primo esempio registrato di ibrido tra due specie di Pipridae, Machaeropterus regulus e Colonia colonus.

## Comuni
Il parco è compreso nel territorio del municipio di Uiramutã, nello Stato del Roraima, al confine settentrionale del Brasile e si trova sulla frontiera con il Venezuela e la Guyana.
Il parco sorge in una zona praticamente spopolata, contando che si trova in un'area marginale all'interno di uno Stato, il Roraima, che conta una densità di popolazione media inferiore a 1 abitante/km².

## Accessi
L’accesso al parco può avvenire attraverso la strada statale BR 174, in partenza da Boa Vista dopo un tragitto di circa 213 km, da questo punto una deviazione di altri 13 km conduce a Santa Elena de Uairen (Venezuela). Da questa località, si può raggiungere il parco attraverso un volo in elicottero di circa 30-45 minuti, oppure proseguire in auto per due ore fino a Paraitepuy; infine con un tragitto finale a piedi di una giornata (22 km) si raggiunge la base del monte Roraima. Dalla base del monte, con sei ore di cammino si raggiunge il punto denominato “Hotel” dove è possibile pernottare. Questa seconda alternativa è la più utilizzata.

## Strutture ricettive

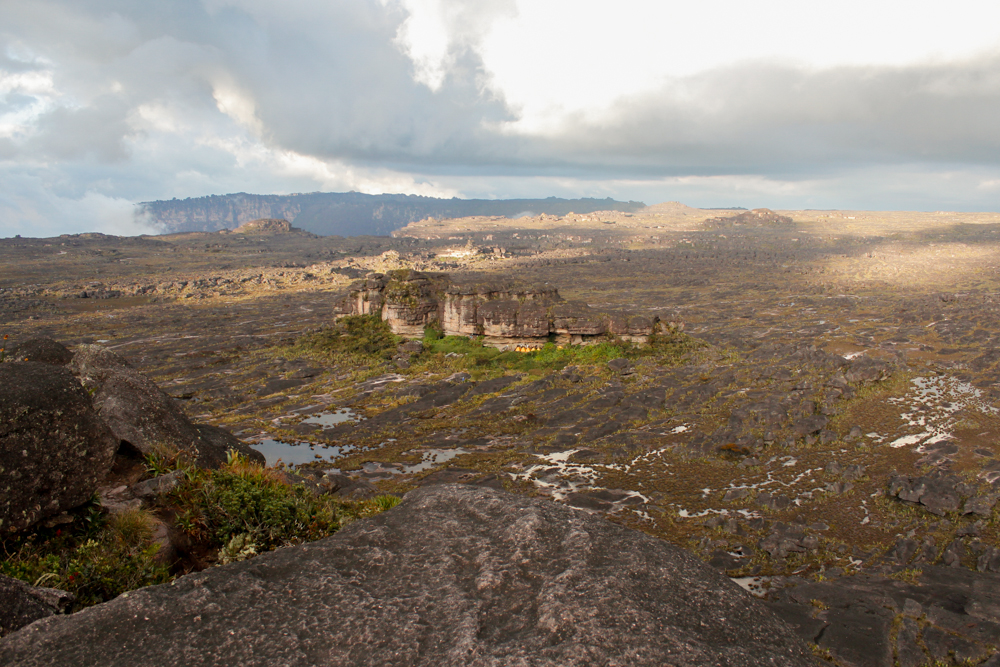
La zona denominata "hotel"

L’unica struttura ricettiva sul posto è un rifugio localizzato nel punto chiamato “Hotel”, al termine della salita che porta dalla base della montagna fino al piano sommitale.

La sede del parco si trova nel municipio di Pacaraima.